# Upplands runinskrifter 486
Upplands runinskrifter 486, markerat som nummer 1 på bilden, är ett vikingatida runstensfragment av granit som funnits i Morby, Mora stenar, Lagga socken och Knivsta kommun. Fragmentet förvaras i Statens Historiska Museum. Nonsensinskriften U 487 fanns också år 1684 på samma plats, enligt Rhezelius.
Det är belagt, att runstensfragmentet U 486 redan i slutet av 1500-talet fanns vid Mora sten, tillsammans med de fyra kröningsstenarna (de så kallade Mora stenar). Äldsta skriftliga belägg om Mora sten finns i Erikskrönikan från 1320-talet. Flera kungaval ska ha ägt rum vid stenen, Magnus Ladulås år 1275 sägs vara det äldsta. I Strängnäskalendariet från 1400-talets mitt står det att Mora sten har flyttats från sin plats på ängen. Det finns indikationer på att stenen ganska snart flyttades tillbaka till ursprunglig plats, då Karl Knutssons och Kristians I:s kungaval skett på stenen. Cirka hundra år senare, under Gustav Vasa och Johan III, var stenen borta. I en tvist med Danmark angående de tre kronorna i riksvapnet eftersöktes stenen. På 1570-talet fanns 4 stenar och ett runstenfragmentet U 486 på nuvarande plats. Dagens plats är utritat med namn på geometrisk avmätning från 1639. Det hus som stenarna är placerade i uppfördes 1770. På 1979 innehåller byggnaden 10 st Mora stenar. Ursprungliga platsen för Mora sten kan vara på höjdsträckningen kring Juthögen (115).

## Inskriften
Translitterering av runraden:
...[ast] faþur × sin × auk ... sin ×
Normalisering till runsvenska:
... faður sinn ok ... sinn
Översättning till nusvenska:
...sin fader och ..., sin...
Fragmentet tillhör en omsorgsfullt och skickligt utförd runsten, som sannolikt restes i närheten av Mora sten. Den hade varit sönderslagen, och det enda stycke, som fanns kvar vid 1500-talets slut, bevarades tillsammans med kröningsstenarna på den gamla platsen för kungavalet. Stenens ristning är bättre bevarad än kröningsstenarnas, som numera är mycket svårlästa.